# Csaba Györffy
Csaba Györffy (n. 9 iulie 1943, Cristuru Secuiesc, România – d. 18 octombrie 2018) a fost un fotbalist român care a jucat ca extrem. 

## Cariera
Csaba Györffy a fost cel care l-a influențat pe Steagul Roșu Brașov să-și schimbe culorile oficiale de la alb și albastru la negru și galben. Schimbarea a venit după ce, în decembrie 1966, Györffy a participat la un turneu cu echipa olimpică de fotbal a României în Uruguay. După un meci cu Peñarol, Györffy a primit de la căpitanul Alberto Spencer tricoul cu care a jucat.  Györffy a fost fascinat de combinația de dungi galbene și negre și a decis la întoarcerea în țară să poarte tricoul în timpul antrenamentelor sale cu echipa.  Decizia de a schimba culorile clubului a fost luată de antrenor Silviu Ploeșteanu, care a considerat că, în noile culori, echipa se va vedea mai bine pe teren. Din ianuarie 1967, echipa din Brașov are drept culori oficiale galben-negru, amintind de echipa Uruguayana Peñarol. După ce s-a retras din cariera de jucător, a continuat să lucreze la Steagul Roșu Brașov ca antrenor, asistent și antrenor de tineret în diferite perioade. În 2013 a fost numit Cetățean de Onoare al Brașovului.

## Cariera internațională
Csaba Györffy a jucat un meci pentru echipa națională a României într-un amical 1–1 împotriva Uruguayului, care a avut loc la Montevideo pe Estadio Gran Parque Central. De asemenea, a jucat un meci pentru echipa olimpică a României în care a marcat într-o înfrângere cu 3–2 împotriva Danemarcei la calificările la Jocurile Olimpice de vară din 1972. A fost selectat pentru a face parte din lotul României pentru Cupa Mondială din 1970, dar pentru că s-a îmbolnăvit de bronșită, Györffy a ratat turneul. 

## Onoruri
Steagul Roșu Brașov
- Divizia B: 1968–69

| Ani               | Echipă              | Aplicații | ( Gls )   |
| 1960–1962         | Voința Odorhei      |           |           |
| 1962–1964         | Mureșul Târgu Mureș |           |           |
| 1964–1966         | ASA Târgu Mureș     |           |           |
| 1966–1977         | Steagul Roșu Brașov | 294       | (47)      |
| echipa națională  |                     |           |           |
| 1967–1972         | Romania             | 2         | (1)       |
| Echipe gestionate |                     |           |           |
| 1991              | FC Brașov           | FC Brașov | FC Brașov |
| 1996              | FC Brașov           | FC Brașov | FC Brașov |